# '71
'71 è un film del 2014 diretto da Yann Demange ambientato nella Belfast del 1971, nel pieno del conflitto nordirlandese.

## Trama
1971: Gary Hook, un giovane soldato britannico, viene accidentalmente abbandonato dalla sua unità durante una rivolta nelle strade di Belfast. Dopo essere stato picchiato dalla folla, viene aiutato da alcuni cittadini, mentre esponenti del Provisional IRA e  della Military Reaction Force dell'esercito britannico gli danno la caccia.

## Produzione
Le riprese del film sono iniziate ad aprile 2013 a Blackburn, per poi continuare a Sheffield e Liverpool. La produzione ha ricevuto finanziamenti dal British Film Institute, da Film4, da Creative Scotland e da Screen Yorkshire.

## Distribuzione
Il film è stato presentato ufficialmente al 64º Festival internazionale del cinema di Berlino, concorrendo per l'Orso d'oro.
In Italia il film è uscito direttamente nel mercato Home video (DVD) nel 2015 dalla Good Films in collaborazione con CG Entertainment.

## Accoglienza
Rotten Tomatoes dà al film un voto di 7,7/10 (basato su 36 recensioni, di cui il 97% positive), con il seguente commento: "Diretto e recitato con energia, '71 rimane fedele ai fatti che narra, restando al contempo avvincente come un solido film d'azione".
Metacritic dà un voto di 79/100, basato su 10 recensioni.

## Riconoscimenti
- 2014 – British Independent Film Awards
  - Miglior regista[6][7]